# Wahlkreis East Kilbride, Strathaven and Lesmahagow
| East Kilbride, Strathaven and Lesmahagow |
| ---------------------------------------- |
| East Kilbride, Strathaven and Lesmahagow |
| Gebildet                                 |
| 2005                                     |
| Abgeordneter                             |
| Lisa Cameron (SNP)                       |
| Regionen                                 |
| South Lanarkshire                        |

East Kilbride, Strathaven and Lesmahagow ist ein Wahlkreis für das Britische Unterhaus. Er wurde zu den Wahlen im Jahre 2005 neu geschaffen. Sein Kernstück bildet der ehemalige Wahlkreis East Kilbride, dem Gebiete des Wahlkreises Clydesdale zugeschlagen wurden. Innerhalb des Wahlkreises liegen die namensgebenden Städte Strathaven und Lesmahagow sowie Teile von East Kilbride. Der Wahlkreis entsendet einen Abgeordneten.

## Wahlergebnisse

### Unterhauswahlen 2005
| Ergebnisse der Unterhauswahlen 2005 | Ergebnisse der Unterhauswahlen 2005 | Ergebnisse der Unterhauswahlen 2005 | Ergebnisse der Unterhauswahlen 2005 |
| Partei                              | Kandidat                            | Stimmen                             | %                                   |
| ----------------------------------- | ----------------------------------- | ----------------------------------- | ----------------------------------- |
| Labour                              | Adam Paterson Ingram                | 23.264                              | 48,7                                |
| SNP                                 | Douglas Edwards                     | 8541                                | 17,9                                |
| Liberal Democrats                   | John Oswald                         | 7904                                | 16,6                                |
| Conservative                        | Tony Lewis                          | 4776                                | 10,0                                |
| Green                               | Kirsten Robb                        | 1575                                | 3,3                                 |
| Parteilos                           | Rose Gentle                         | 1513                                | 3,2                                 |
| Parteilos                           | John Houston                        | 160                                 | 0,3                                 |

### Unterhauswahlen 2010
| Ergebnisse der Unterhauswahlen 2010 | Ergebnisse der Unterhauswahlen 2010 | Ergebnisse der Unterhauswahlen 2010 | Ergebnisse der Unterhauswahlen 2010 | Ergebnisse der Unterhauswahlen 2010 |
| Partei                              | Kandidat                            | Stimmen                             | %                                   | ±                                   |
| ----------------------------------- | ----------------------------------- | ----------------------------------- | ----------------------------------- | ----------------------------------- |
| Labour                              | Michael McCann                      | 26.241                              | 51,5                                | +2,8                                |
| SNP                                 | John McKenna                        | 11.738                              | 23,0                                | +5,1                                |
| Conservative                        | Graham Simpson                      | 6613                                | 13,0                                | +3,0                                |
| Liberal Democrats                   | John Loughton                       | 5052                                | 9,9                                 | −6,7                                |
| Green                               | Kirsten Robb                        | 1003                                | 2,0                                 | −1,3                                |
| Parteilos                           | John Houston                        | 299                                 | 0,6                                 | +0,3                                |

### Unterhauswahlen 2015
| Ergebnisse der Unterhauswahlen 2015 | Ergebnisse der Unterhauswahlen 2015 | Ergebnisse der Unterhauswahlen 2015 | Ergebnisse der Unterhauswahlen 2015 | Ergebnisse der Unterhauswahlen 2015 |
| Partei                              | Kandidat                            | Stimmen                             | %                                   | ±                                   |
| ----------------------------------- | ----------------------------------- | ----------------------------------- | ----------------------------------- | ----------------------------------- |
| SNP                                 | Lisa Cameron                        | 33.678                              | 55,6                                | +32,6                               |
| Labour                              | Michael McCann                      | 17.151                              | 28,3                                | −23,2                               |
| Conservative                        | Graham Simpson                      | 7129                                | 11,8                                | −1,2                                |
| UKIP                                | Robert Sale                         | 1221                                | 2,0                                 | +2,0                                |
| Liberal Democrats                   | Paul McGarry                        | 1042                                | 1,7                                 | −8,2                                |
| Parteilos                           | John Houston                        | 318                                 | 0,5                                 | −0,1                                |

### Unterhauswahlen 2017
| Ergebnisse der Unterhauswahlen 2017 | Ergebnisse der Unterhauswahlen 2017 | Ergebnisse der Unterhauswahlen 2017 | Ergebnisse der Unterhauswahlen 2017 | Ergebnisse der Unterhauswahlen 2017 |
| Partei                              | Kandidat                            | Stimmen                             | %                                   | ±                                   |
| ----------------------------------- | ----------------------------------- | ----------------------------------- | ----------------------------------- | ----------------------------------- |
| SNP                                 | Lisa Cameron                        | 21.023                              | 38,9                                | −16,7                               |
| Labour                              | Monique McAdams                     | 17.157                              | 31,7                                | +3,4                                |
| Conservative                        | Mark McGeever                       | 13.704                              | 25,3                                | +13,5                               |
| Liberal Democrats                   | Paul McGarry                        | 1590                                | 2,9                                 | +1,2                                |
| UKIP                                | Janice MacKay                       | 628                                 | 1,2                                 | −0,8                                |

### Unterhauswahlen 2019
| Ergebnisse der Unterhauswahlen 2019 | Ergebnisse der Unterhauswahlen 2019 | Ergebnisse der Unterhauswahlen 2019 | Ergebnisse der Unterhauswahlen 2019 | Ergebnisse der Unterhauswahlen 2019 |
| Partei                              | Kandidat                            | Stimmen                             | %                                   | ±                                   |
| ----------------------------------- | ----------------------------------- | ----------------------------------- | ----------------------------------- | ----------------------------------- |
| SNP                                 | Lisa Cameron                        | 26.113                              | 46,4                                | +7,5                                |
| Labour                              | Monique McAdams                     | 12.791                              | 22,7                                | −9,0                                |
| Conservative                        | Gail Macgregor                      | 11.961                              | 21,2                                | −4,1                                |
| Liberal Democrats                   | Ewan McRobert                       | 3760                                | 6,7                                 | +3,8                                |
| Green                               | Erica Bradley-Young                 | 1153                                | 2,0                                 | +2,0                                |
| UKIP                                | David MacKay                        | 559                                 | 1,0                                 | −0,2                                |